# Demonen (film)
Demonen (originaltitel: God Told Me To) är en amerikansk skräckfilm från 1976 i regi av Larry Cohen.

## Handling
En serie mystiska mord inträffar i New York. Morden saknar uppenbara motiv och begås av olika människor som påstår att Gud sagt åt dem att mörda. Privatdetektiven Peter J. Nicholas bestämmer sig för att undersöka fallet men ju närmare sanningen han kommer, desto räddare blir han.

## Om filmen
Larry Cohen ville att Bernard Herrmann skulle komponera filmmusiken och Herrmann tittade på den utan musik, men avled kvällen därpå och filmen är tillägnad honom. När Cohen bad Miklos Rozsa att komponera filmmusiken lär Rozsa ha svarat "God told me not to".

## Rollista i urval
- Tony Lo Bianco - Peter J. Nicholas
- Deborah Raffin - Casey Forster
- Sandy Dennis - Martha Nicholas
- Sylvia Sidney - Elizabeth Mullin
- Robert Drivas - David Morten
- Richard Lynch - Bernard Phillips
- Harry Bellaver - Cookie